# Brjagovitsa
Brjagovitsa (Bulgaars: Бряговица) is een dorp in het noordoosten van Bulgarije. Het dorp is gelegen in de gemeente Strazjitsa in de oblast Veliko Tarnovo. Het dorp ligt ongeveer 24 km ten noordoosten van Veliko Tarnovo en 215 km ten noordoosten van de hoofdstad Sofia.

## Bevolking
Op 31 december 2020 telde het dorp Brjagovitsa 349 inwoners. Het aantal inwoners vertoont al tientallen jaren een dalende trend: in 1946 woonden er nog 1.410 personen in het dorp.
| Bevolkingsontwikkeling tussen 1934 en 2020          |
| --------------------------------------------------- |
|                                                     |
| Bron: Nationaal Statistisch Instituut van Bulgarije |

In het dorp wonen nagenoeg uitsluitend etnische Bulgaren. In de optionele volkstelling van 2011 identificeerden 371 van de 390 ondervraagden zichzelf als etnische Bulgaren, oftewel 95,1% van alle ondervraagden. 5 ondervraagden identificeerden zichzelf als etnische Turken (1,3%), terwijl 14 ondervraagden ‘geen’ of een ‘andere’ etniciteit aangaven.
| Etnische samenstelling van de respondenten (2011) | Etnische samenstelling van de respondenten (2011) | Etnische samenstelling van de respondenten (2011) | Etnische samenstelling van de respondenten (2011) | Etnische samenstelling van de respondenten (2011) |
| ------------------------------------------------- | ------------------------------------------------- | ------------------------------------------------- | ------------------------------------------------- | ------------------------------------------------- |
|                                                   |                                                   |                                                   |                                                   |                                                   |
| Bulgaren                                          | Bulgaren                                          |                                                   | 95,1%                                             | 95,1%                                             |
| Turken                                            | Turken                                            |                                                   | 1,3%                                              | 1,3%                                              |
| Roma                                              | Roma                                              |                                                   | 0,0%                                              | 0,0%                                              |
| Anders/Onbekend                                   | Anders/Onbekend                                   |                                                   | 3,6%                                              | 3,6%                                              |